# Habenaria montis-wilhelminae
Habenaria montis-wilhelminae är en orkidéart som beskrevs av Jany Renz. Habenaria montis-wilhelminae ingår i släktet Habenaria och familjen orkidéer. Inga underarter finns listade i Catalogue of Life.